# 뒤륌

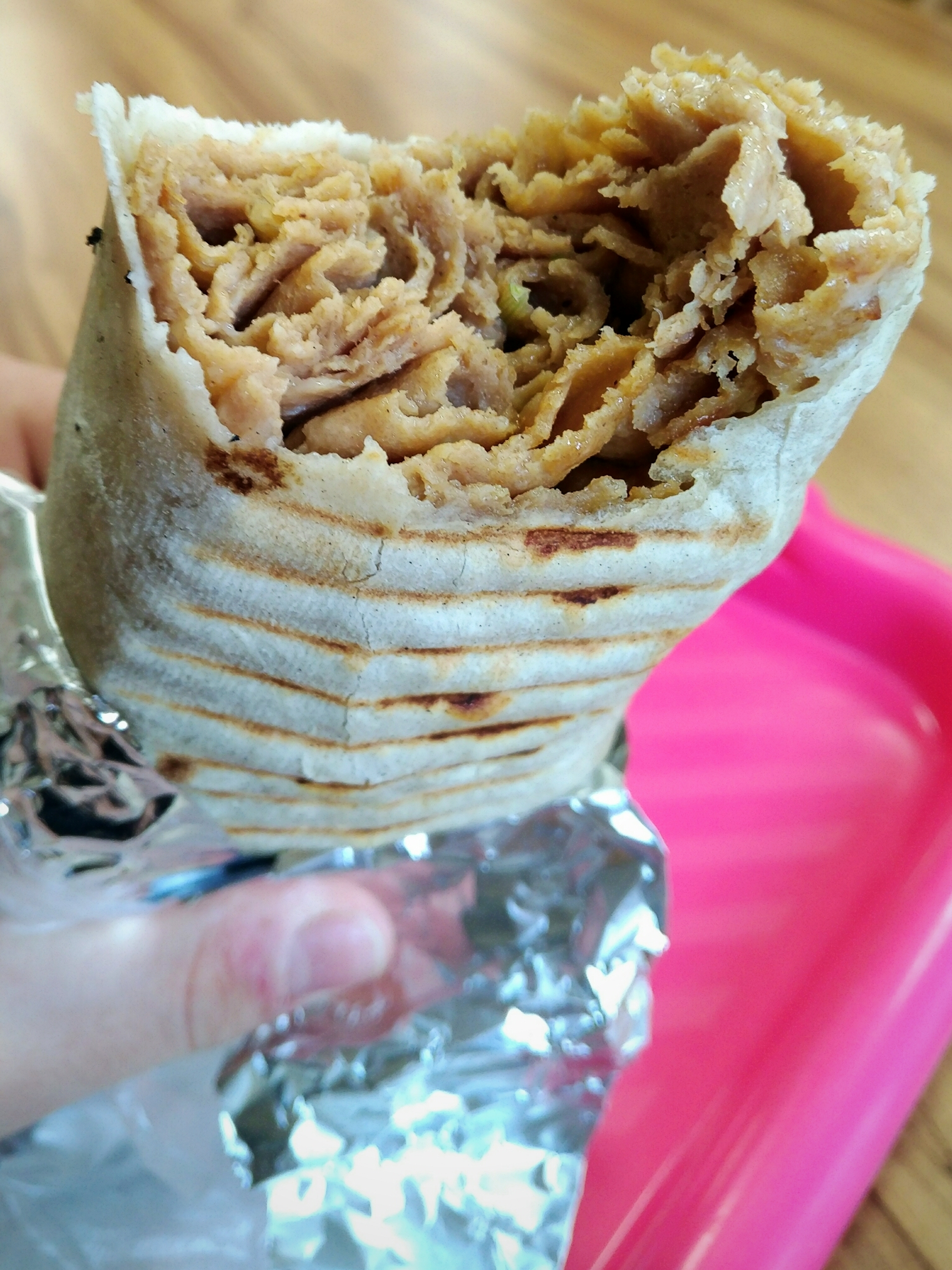
되네르 케밥을 싸고 있는 뒤륌

뒤륌(튀르키예어: dürüm)은 납작빵에 되네르를 싸서 만든 랩이다. 이 랩은 주로 납작빵인 유프카나 라바시로 만들어진다. 뒤륌은 시미트, 발르크 에크메크(고등어 샌드위치), 라흐마준, 탄투니, 미디에 돌마, 코코레치, 쿰피르, 타부클루 필라프, 뵈레크 등과 함께 튀르키예(구 터키)에서 가장 인기있는 길거리 음식 중 하나다.

## 같이 보기
- 롤로

## 참조
1. ↑  http://www.timeoutistanbul.com/en/fooddrink/article/2748/10-best-turkish-street-foods